# The Peters Sisters
The Peters Sisters, Mattye (o Mattie), Anne e Virginia Peters, sono state un trio vocale femminile statunitense di origine afro-americana fondato negli anni trenta ed attivo fino agli anni sessanta. Era specializzato inizialmente in un repertorio blues, swing e jazz per poi passare al pop melodico.
Altre due sorelle, Edith (1926-2000) e Joyce Peters (1929), formarono un duo vocale femminile che raggiunse una certa notorietà in Francia e nei Paesi Bassi negli anni cinquanta e sessanta.

## Storia del gruppo
Nate in California a Santa Monica, in una famiglia di cinque figlie, le tre sorelle condividevano la loro passione per la musica. Anne, Mattie e Virginia Peters cantavano nella chiesa della loro infanzia e nel college si dedicarono a numeri di danza acrobatica e di contorsionismo per poi debuttare nei cabaret di Los Angeles. Successivamente formarono il trio "Peters sisters".
Ottennero grande successo in Italia, partecipando nel 1952 alla commedia musicale Attanasio cavallo vanesio, di Garinei e Giovannini. In seguito presero parte a diverse produzioni cinematografiche e televisive, realizzate segnatamente negli anni sessanta e settanta (fra l'altro, anche a un episodio di Biblioteca di Studio Uno, ispirato al romanzo Via col vento). Sono ricordate per le generose fattezze e per la simpatia sprigionata nelle loro performance.
Già ospiti nel 1954 dello show televisivo Toast of the Town di Ed Sullivan, sono state molto attive in concerti e spettacoli anche in Francia.
In Europa si sono esibite anche negli spettacoli di Cab Calloway. Nel loro repertorio figurano brani come St. Louis Blues, The Highland Swing, Mama Wants To Know Who Stole The Jam, Sweet, sweet, sweet, Some Of These Days (cantata anche con Louis Armstrong e con l'accompagnamento alla tromba di Nini Rosso), Sur ma vie (di Charles Aznavour), Please Don't Tlak, Le tambourin mexicain.
Nel 1963, al decesso di Mattye, il trio si sciolse.

### Formazione: ruolo di Edith Peters
La formazione originale era composta dalle sorelle Mattye (o Mattie), Anne e Virginia Peters. Dell'ultima formazione hanno fatto parte le sorelle Edith e Joyce Peters, la prima delle quali è stata poi impegnata singolarmente in esibizioni canore e/o cinematografiche (ad esempio in musicarelli o spaghetti western) o televisive (fra l'altro in Vita col padre e con la madre, sceneggiato televisivo del 1960 con Paolo Stoppa e Rina Morelli, e Una tragedia americana, con Warner Bentivegna e Virna Lisi, del 1962).
Edith Peters (Santa Monica, 14 aprile 1926 – Los Angeles, 28 ottobre 2000) sposò nel 1958 il suo agente Silvio Catalano e risiedette in Italia per un lungo periodo. Oltre a partecipare a diversi film italiani, è apparsa anche nella commedia trasmessa dalla Rai il 18 febbraio 1962 La luna dei Caraibi, con Giancarlo Maestri, Franco Scandurra, Roberto Bertea, Carlo D'Angelo, Ubaldo Lay, Andrea Bosic, Orazio Orlando, Fosco Giachetti, per la regia televisiva di Mario Landi.
Un'ulteriore notorietà le è derivata dalla partecipazione a un noto sketch di Carosello per la pubblicità dell'olio d'oliva Sasso, insieme a Mimmo Craig, preso dagli incubi della pancia, del quale Edith rappresentava la cuoca di colore.

## Filmografia

### Come Peters Sisters
- Alì Babà va in città, regia di David Butler (1937)
- Una ragazza allarmante (Love and Hisses), regia di Sidney Lanfield (1937)
- Il francese senza lacrime, regia di Anthony Asquith (1940)
- Pas de vacances pour Monsieur le Maire (1951)
- Attanasio cavallo vanesio, regia di Camillo Mastrocinque (1953)
- Café Chantant, regia di Camillo Mastrocinque (1954)
- Night Club, regia di Géza von Cziffra (1957)
- Hoch droben auf dem Berg (1957)
- Drei Liebesbriefe aus Tirol (1962)
- Biblioteca di Studio Uno, puntata La storia di Rossella O'Hara, varietà televisivo (1964)
- Un sorriso, uno schiaffo, un bacio in bocca, film antologico (1976)

### Filmografia di Edith Peters
- Quiéreme con música (1957, accreditata assieme alla sorella Joyce come Peters Sisters)
- Cartagine in fiamme, regia di Carmine Gallone (1959)
- Robin Hood e i pirati, regia di Giorgio Simonelli (1960)
- Il sangue e la rosa, regia di Roger Vadim (1960, accreditata come Edith Arlene Peters Catalano)
- Sotto dieci bandiere, regia di Duilio Coletti (1960, accreditata come Edith Arlene Peters)
- Madri pericolose, regia di Domenico Paolella (1960)
- Una vita difficile, regia di Dino Risi (1961, accreditata come Edith Catalano-Peters)
- Ein Stern fällt vom Himmel, regia di Géza von Cziffra (1961)
- 5 marines per 100 ragazze, regia di Mario Mattoli (1961)
- L'ira di Achille, regia di Marino Girolami (1962)
- Die türkischen Gurken (1962)
- Canzoni a tempo di twist, regia di Stefano Canzio (1962)
- Obiettivo ragazze, regia di Mario Mattoli (1963)
- Ballo in maschera da Scotland Yard (1963, accreditata con la sorella Joyce come The Peters-Sisters)
- Agente 3S3: Passaporto per l'inferno (1965, interprete del brano Let Me Free)
- Due mafiosi nel Far West, regia di Giorgio Simonelli (1964)
- Gli uomini dal passo pesante, regia di Mario Sequi (1965)
- Se tutte le donne del mondo, regia di Henry Levin e Arduino Maiuri (1966)
- Lisa dagli occhi blu, regia di Bruno Corbucci (1969)
- Il bisbetico domato, regia di Castellano e Pipolo (1980)
- La poliziotta a New York, regia di Michele Massimo Tarantini (1981)
- Lui è peggio di me, regia di Enrico Oldoini (1985)

## Partecipazioni a spettacoli televisivi delle Peters Sisters

Mario Riva e le Peters Sisters al Musichiere 10 gennaio 1959

- 1964: "Biblioteca di Studio Uno" - La storia di Rossella O'Hara
- 1964: Big Night Out
- 1960: Spectacular
- 1960: Dont Stop, Your Killing Me
- 1956: The Ed Sullivan Show
- 1950: Nous irons à Paris
- 1950: Amour et compagnie
- 1947: Hi-De-Ho (non accreditate)
- 1936: With Love and Kisses